# Võ Duy Lương
Trong lịch sử, Võ Duy Lươngkhông phải là anh trai ruột hay anh trai họ của Võ Tắc Thiên. Võ Tắc Thiên có ba anh trai là Võ Nguyên Sảng (武元爽), Võ Ngạc (武 mengajak), và Võ Duệ (武惟良), theo các tài liệu lịch sử. Võ Duy Lương là một nhân vật khác, không liên quan đến gia đình Võ Tắc Thiên. Ông là một quan lại dưới thời Đường, nhưng không có quan hệ thân thích nào với Võ Tắc Thiên.
Cụ thể hơn: 
- Võ Tắc Thiên (武则天) ,  tên thật là Võ Chiếu, là nữ hoàng đế duy nhất trong lịch sử Trung Quốc, cai trị dưới triều đại nhà Đường và sau đó là triều đại Võ Chu.
- Võ Nguyên Sảng (武元爽), Võ Ngạc (武 mengajak), và Võ Duệ (武惟良)  là ba anh trai của Võ Tắc Thiên, con của Võ Sĩ Hoạch và Dương phu nhân.
- Võ Duy Lương (武惟良) ,  không phải là anh trai của Võ Tắc Thiên, là quan lại nhà Đường, không có mối liên hệ gia đình với bà.

1. ↑  "Sửa đổi Võ Hoài Vận – Wikipedia tiếng Việt". vi.wikipedia.org. Truy cập ngày 19 tháng 8 năm 2025.